# IYOV
«IYOV» (ЙОВ) — опера-реквієм для підготовленого фортепіано, віолончелі, ударних та голосів, створена формацією NOVA OPERA режисером Владиславом Троїцьким (режисура, відео та костюми) та композиторами Романа Григорівим та Іллі Разумейком (музика, лібрето та драматургія).
Міжнародний конкурс Music Theatre NOW включив оперу IYOV до десятки найвидатніших музично-театральних вистав театральних сезонів 2015–2018. У 2020 році Комітет з Національної премії України імені Тараса Шевченка відзначив авторський колектив опери переможцем у номінації театральне мистецтво. 
Створення і постановки
Опера IYOV створена  2015 і вперше виконана в ДК «КПІ» 1 березня 2015 року. Згодом оновлена версія була представлена на фестивалі Gogolfest. Пізніше «Йова» ставили в різних містах України та в Європі — у Польщі, Австрії, Македонії, Данії, а у січні 2018 року — на фестивалі Prototype у Нью-Йорку. 7 квітня 2018 року «Йова» вперше було поставлено на сцені Національної опери України.

## Характеристика
«Йов» поєднує риси античної грецької драми, барокової опери, ораторії, реквієму та риси постмодерного театру. Драматургія спектаклю заснована на контрастних зіставленнях читань книги Йова і частин католицької заупокійної меси, в основі яких — традиційний латинський текст.
Музика Йова поєднує в собі мінімалізм і авангард, неокласицизм і рок. Хорові епізоди та інструментальні інтермедії, яких нараховується 14, чергуються з частинами, що використовують повний спектр людського голосу: від класичного джазового та народного співу до дихання, лементу, шепоту і обертонового співу.
Інструменти при цьому розташовані на сцені й інтегровані в сценічну дію. На думку музичного критика Л. Морозової, головний герой дійства — це препарований рояль, і завдання шести вокалістів, двох піаністів (Ілля Разумейко грає в основному на клавіатурі, а Роман Григорів, професійний контрабасист, на струнах і корпусі інструменту) і навіть віолончелістки Жанни Марчинської з ударником Андрієм Надольським — змусити рояль чревомовити.

## Виконавці
| Виконавці    | Прем'єра, вересень 21, 2015 (Диригент: Роман Григорів) |
| ------------ | ------------------------------------------------------ |
| сопрано      | Мар'яна Головко                                        |
| сопрано      | Анна Марич                                             |
| мецо-сопрано | Олександра Мельє                                       |
| баритон      | Андрій Кошман                                          |
| баритон      | Руслан Кірш                                            |
| бас          | Антон Литвинов                                         |
| віолончель   | Жанна Марчинська                                       |
| ударні       | Андрій Надольський                                     |
| фортепіано   | Ілля Разумейко                                         |